# Hemerobius aquaticus
Hemerobius aquaticus är en insektsart som beskrevs av Anders Jahan Retzius 1783. Hemerobius aquaticus ingår i släktet Hemerobius och familjen florsländor. Inga underarter finns listade i Catalogue of Life.